# Isert
Isert ist eine Ortsgemeinde im Landkreis Altenkirchen (Westerwald) in Rheinland-Pfalz. Sie gehört der Verbandsgemeinde Altenkirchen-Flammersfeld an.

## Geographie

### Lage
Isert liegt in einem Wiesental im Westerwald umgeben von mehreren Waldstücken, wenige hundert Meter von der Bundesstraße 256 zwischen Altenkirchen und Roth an der Sieg.

### Ortsgemeindegliederung
- Isert (Kernort)
- Kohlhardt
- Sonnenplatz

(Quelle: Statistisches Landesamt Rheinland-Pfalz)

### Nachbarorte
| Racksen     |                                             | Helmeroth     |
|             | Kompassrose, die auf Nachbargemeinden zeigt | Stein-Wingert |
| Eichelhardt |                                             | Idelberg      |

## Geschichte
Der Name Isert deutet auf eine Rodung im Mittelalter an einem Ort mit Vorkommen an Eisen hin. In der Westerwälder Mundart wird die Ortsgemeinde als Eisert bezeichnet. Daraus kann auf den früheren Abbau von Eisenerz gefolgert werden, worauf auch ehemalige Rennöfen im nahegelegenen Marienthaler Wald hinweisen.
Isert gehörte landesherrlich zur Grafschaft Sayn. Die Einwohner wurden nach der Einführung der Reformation in der Grafschaft Sayn erst lutherisch und später reformiert. Nach der Landesteilung der Grafschaft Sayn im 17. Jahrhundert zählte Isert zur Grafschaft Sayn-Altenkirchen. Diese fiel 1791 durch Erbschaft zunächst an das Königreich Preußen, wurde dann im Reichsdeputationshauptschluss 1803 dem Fürstentum Nassau-Usingen zugesprochen, das 1806 im Herzogtum Nassau aufging, und kam schließlich durch die Festlegungen auf dem Wiener Kongress 1815 sowie aufgrund eines zwischen Nassau und Preußen abgeschlossenen Vertrages wieder zum Königreich Preußen. Unter der neuen preußischen Verwaltung wurde 1816 der Kreis Altenkirchen im Regierungsbezirk Coblenz neu geschaffen, dem auch Isert als Teil der Bürgermeisterei Altenkirchen (ab 1927 „Amt Altenkirchen“) angehörte.
Nach dem Zweiten Weltkrieg der französischen Besatzungszone zugeordnet, ist Isert seit 1946 Teil des damals neu gebildeten Landes Rheinland-Pfalz.
Einwohnerentwicklung
Die Entwicklung der Einwohnerzahl von Isert, die Werte von 1871 bis 1987 beruhen auf Volkszählungen:
| Jahr | Einwohner |
| ---- | --------- |
| 1815 | 74        |
| 1835 | 85        |
| 1871 | 121       |
| 1905 | 147       |
| 1939 | 133       |

| Jahr | Einwohner |
| ---- | --------- |
| 1950 | 153       |
| 1961 | 155       |
| 1970 | 143       |
| 1987 | 158       |
| 1997 | 182       |

| Jahr | Einwohner |
| ---- | --------- |
| 2005 | 168       |
| 2011 | 145       |
| 2017 | 116       |
| 2018 | 114       |
| 2023 | 111       |

## Politik

### Gemeinderat
Der Gemeinderat in Isert besteht aus sechs Ratsmitgliedern, die bei der Kommunalwahl am 9. Juni 2024 in einer Mehrheitswahl gewählt wurden, und der ehrenamtlichen Ortsbürgermeisterin als Vorsitzender.

### Ortsbürgermeister
Annette Roßbach wurde am 27. August 2024 Ortsbürgermeisterin von Isert. Bei der Direktwahl am 9. Juni 2024 hatte sie sich als mit einem Stimmenanteil von 53,8 % gegen einen Mitbewerber durchgesetzt.
Roßbachs Vorgänger Wolfgang Hörter hatte das Amt seit 2004 inne. Zuletzt bei der Direktwahl am 26. Mai 2019 war er mit einem Stimmenanteil von 77,91 % für weitere fünf Jahre in seinem Amt bestätigt worden. Zur Wahl 2024 trat er nicht erneut an.

### Wappen
Der Ortsgemeinde Isert wurde das Kommunalwappen am 10. August 2018 verliehen.
| Wappen von Isert | Blasonierung: „In roter und silberner Teilung oben ein goldenes, betagleuchtetes zweigeschossiges Haus mit mittiger Tür über drei Treppenstufen und fünf umliegenden Fenstern mit kreuzförmigen Sprossen und Fensterbänken sowie einer aufgehenden ungebildeten Sonne rechts und einem goldenen, blau-bezungten Leopardenkopf links oben, unten ein schwarzer Hammer und eine schwarze Rodungshacke schräggekreuzt.“ |
| Wappen von Isert | Wappenbegründung: Die untere Hälfte mit Hammer und Rodungshacke bringt den Namen der Ortsgemeinde in einem redenden Wappen zum Ausdruck, der auf vorhandene Eisenvorkommen und auf die Gründung als mittelalterliche Rodung zurückgeführt werden kann. Das Haus in der oberen Hälfte mit der Sonne steht für die Schule in Isert, die als Haus in der Sonne reformpädagogische Erprobungsstätte für die Reform der Schulen in der Weimarer Republik war. Die Sonne steht darüber hinaus für die Ernte und zugleich für die Landwirtschaft in Isert. Der Leopardenkopf über der Schule ist dem Wappen der Grafen von Sayn entlehnt und bezieht sich auf die Angehörigkeit der Ortsgemeinde zur Grafschaft Sayn und Sayn-Altenkirchen. Die Tingierung bringt durch die Farben Rot und Gold für Sayn sowie Silber und Schwarz für Preußen die territoriale Zugehörigkeit der Ortsgemeinde Isert zum Ausdruck. |

## Kultur und Sehenswürdigkeiten

### Bauwerke
- Fachwerkhäuser in der Dorfstraße 28 und 30
- Bei Isert befindet sich eine Wetterstation (Regenradar)

## Wirtschaft
Isert ist ein landwirtschaftlich geprägter Ort mit haupt- und nebenberuflich bewirtschafteten Flächen, ergänzt um einige kleinere gewerbliche Betriebe.

## Persönlichkeiten
Personen, die mit der Ortsgemeinde in Verbindung stehen
- Hans Helzer (1927–2020), Politiker (SPD), war Volksschullehrer in Isert